# Josef Streb
Josef Streb (ur. 16 kwietnia 1912, zm. 22 sierpnia 1986 w Monachium) – niemiecki piłkarz, reprezentant kraju, grający na pozycji napastnika.

## Kariera piłkarska
Streb podczas kariery piłkarskiej w latach 1932–1945 grał w klubie Wacker Monachium. Była to jedyna drużyna, w której występował.
W 1934 został powołany na Mistrzostwa Świata. Podczas włoskiego turnieju nie wystąpił w żadnym spotkaniu, ale jego reprezentacja zajęła 3. miejsce. Nigdy nie zagrał w oficjalnym meczu reprezentacji III Rzeszy.

## Sukcesy
Niemcy
- Mistrzostwa Świata (1): 1934 (3. miejsce)